# Liste der Monuments historiques in Aubers
Die Liste der Monuments historiques in Aubers führt die Monuments historiques in der französischen Gemeinde Aubers auf.

## Liste der Objekte
| Bezeichnung                                                                        | Beschreibung                  | Standort                      | Kennzeichnung | Schutzstatus | Datum | Bild |
| ---------------------------------------------------------------------------------- | ----------------------------- | ----------------------------- | ------------- | ------------ | ----- | ---- |
| Skulptur des heiligen Vaast                                                        | Holz, bemalt, 18. Jahrhundert | in der Kirche St-Vaast (Lage) | PM59008406    | Inscrit      | 1973  |      |
| Taufbecken                                                                         | Sandstein, 17. Jahrhundert    | in der Kirche St-Vaast (Lage) | PM59008405    | Inscrit      | 1973  |      |
| Gemälde Kreuzigung (verschwunden bei der Zerstörung des Ortes im Ersten Weltkrieg) | 17. Jahrhundert               | in der Kirche St-Vaast (Lage) | PM59000020    | Classé       | 1906  |      |